# Óscar Cabezas
Óscar Eduardo Cabezas Segura (San Andrés de Tumaco, 22 dicembre 1996) è un calciatore colombiano, difensore del Tigres FC.

## Caratteristiche tecniche
È difensore centrale.

## Carriera
Ha esordito il 10 febbraio 2017 con la maglia dei Patriotas Boyacá in occasione del match vinto 2-0 contro l'Once Caldas.

## Statistiche

### Presenze e reti nei club
Statistiche aggiornate al 16 marzo 2018.
| Stagione        | Squadra          | Campionato      | Campionato | Campionato | Coppe nazionali | Coppe nazionali | Coppe nazionali | Coppe continentali | Coppe continentali | Coppe continentali | Altre coppe | Altre coppe | Altre coppe | Totale | Totale | Totale |
| Stagione        | Squadra          | Comp            | Pres       | Reti       | Comp            | Pres            | Reti            | Comp               | Pres               | Reti               | Comp        | Pres        | Reti        | Pres   | Reti   |        |
| --------------- | ---------------- | --------------- | ---------- | ---------- | --------------- | --------------- | --------------- | ------------------ | ------------------ | ------------------ | ----------- | ----------- | ----------- | ------ | ------ | ------ |
| 2017            | Patriotas Boyacá | A               | 34         | 0          | CC              | 6               | 0               | CS                 | 4                  | 0                  |             | -           | -           | 44     | 0      |        |
| 2017-2018       | Rosario Central  | PD              | 5          | 0          | CA              | 0               | 0               |                    | -                  | -                  |             | -           | -           | 5      | 0      |        |
| Totale carriera | Totale carriera  | Totale carriera | 39         | 0          |                 | 6               | 0               |                    | 4                  | 0                  |             | -           | -           | 49     | 0      |        |

## Palmarès

### Club

#### Competizioni nazionali
- Copa Argentina: 1

Rosario Central: 2017-2018